# کلودیو مارکیزیو
کلودیو مارکیزیو (ایتالیایی: Claudio Marchisio؛ زادهٔ ۱۹ ژانویهٔ ۱۹۸۶) بازیکن بازنشسته فوتبال اهل ایتالیا است. او در پست هافبک بازی می‌کرد.
مارکیزیو به خاطر بازی خوانی خوب و بازی خوب فیزیکی با مارکو تاردلی مقایسه شده‌است. مارکیزیو به خاطر تکل زنی‌های خوب و نقش دفاعی عالی تحسین شده ولی معمولاً به عنوان هافبک مرکزی بازی می‌کند و توانایی گل زنی بالایی دارد.
مارکیزیو سابقهٔ شرکت در بازی‌های المپیک ۲۰۰۸ و جام جهانی فوتبال ۲۰۱۰ و جام ملت‌های اروپا ۲۰۱۲ و جام کنفدراسیون‌ها ۲۰۱۳ و جام جهانی فوتبال ۲۰۱۴ را دارد او در اوت ۲۰۱۸ از یوونتوس جدا شد و به عضویت باشگاه زنیت سن پترزبورگ درآمد.
ورزش‌های زیادی علاقه نشان داد ولی نهایتاً در سن هفت سالگی وارد آکادمی تیم فوتبال یوونتوس شد.

## تیم‌های باشگاهی

### یوونتوس
در آکادمی تیم یوونتوس او در نقش هافبک هجومی به کار برده می‌شد، او این نقش را به خاطر الساندرو دل پیرو قهرمان دوران کودکی اش خیلی دوست داشت. اما در سن ۱۶ سالگی نقشش به هافبک مرکزی تغییر پیدا کرد. در فصول ۰۵–۲۰۰۴ و ۰۶–۲۰۰۵ و در زیرنظر کاپلو او به تیم اصلی راه پیدا کرد و در جلسات تمرینی به کار برده شد. وی از ارکان اصلی قهرمانی یوونتوس در سال‌های اخیر بوده‌است.

## سبک بازی
نقاط قوت بازی مارکیزیو در کار گروهی، دریبل، پاس‌های کوتاه و شوت است. او همچنین می‌توان در نقش هافبک مرکزی و دفاعی هم بازی کند و بهترین نقش او هافبک مرکزی است جایی که می‌تواند خیلی زود از بازی دفاعی به بازی هجومی تغییر موقعیت دهد. در ایتالیا او را با نقش مزالا (هافبک مرکزی هجومی) می‌شناسند.